# راجر دیکینز
راجر الکساندر دیکینز (انگلیسی: Roger Alexander Deakins؛ زاده ۲۴ مهٔ ۱۹۴۹) مدیر فیلم‌برداری انگلیسی است. دیکینز همواره به عنوان یکی از بهترین فیلم‌برداران تاریخ سینما شناخته می‌شود. او به خاطر سبک خاص نورپردازی آثارش و استفاده از برداشت بلند مشهور است. دیکنیز تاکنون با کارگردانان مشهور بسیاری همکاری کرده‌است. برادران کوئن، سم مندس و دنی ویلنوو فیلم‌سازانی هستند که دیکینز با آن‌ها همکاری متعدد داشته‌است. دیکنیز از اعضای اصلی انجمن فیلم‌برداران آمریکا و انجمن فیلم‌برداران بریتانیا است. او تاکنون مجموعاً برای آثار خود ۱۵ بار نامزد جایزه اسکار بهترین فیلم‌برداری شده که دو بار در سال‌های ۲۰۱۸ و ۲۰۲۰ و برای فیلم‌های بلید رانر ۲۰۴۹ و ۱۹۱۷ توانسته این جایزه را به خود اختصاص دهد. رستگاری در شاوشنک، فارگو، ذهن زیبا، اسکای‌فال و سیکاریو از جمله آثار مشهور دیکینز هستند.

## بخشی از فیلمشناسی
1. سید و نانسی (۱۹۸۶)
2. فرانچسکو (۱۹۸۹)
3. بارتون فینک (۱۹۹۱)
4. پشن فیش (۱۹۹۲)
5. رستگاری در شاوشنک (۱۹۹۴)
6. راه رفتن مرد مرده (۱۹۹۵)
7. فارگو (۱۹۹۶)
8. شجاعت در زیر آتش (۱۹۹۶)
9. لبوفسکی بزرگ (۱۹۹۸)
10. هر جا جز این‌جا (۱۹۹۹)
11. ای برادر، کجایی؟ (۲۰۰۰)
12. ذهن زیبا (۲۰۰۱)
13. مردی که آنجا نبود (۲۰۰۱)
14. خانه‌ای از شن و مه (۲۰۰۳)
15. سنگدلی تحمل‌ناپذیر (۲۰۰۳)
16. ترور جسی جیمز به وسیله رابرت فورد بزدل (۲۰۰۷)
17. در دره الاه (۲۰۰۷)
18. جایی برای پیرمردها نیست (۲۰۰۷)
19. کتاب‌خوان (۲۰۰۸)
20. تردید (۲۰۰۸)
21. وال-ئی (۲۰۰۸)
22. جاده انقلابی (۲۰۰۸)
23. یک مرد جدی (۲۰۰۹)
24. چگونه اژدهای خود را تربیت کنیم (۲۰۱۰)
25. شجاعت واقعی (۲۰۱۰)
26. اسکای‌فال (۲۰۱۲)
27. زندانیان (۲۰۱۳)
28. خانواده کرودها (۲۰۱۳)
29. سیکاریو (۲۰۱۵)
30. درود بر سزار! (۲۰۱۶)
31. بلید رانر ۲۰۴۹ (۲۰۱۷)
32. ۱۹۱۷ (۲۰۱۹)